# Бушетина
Бушетина је насељено место у саставу општине Шпишић Буковица у Вировитичко-подравској жупанији, Република Хрватска.

## Историја
До територијалне реорганизације у Хрватској налазила се у саставу старе општине Вировитица.

## Становништво
На попису становништва 2011. године, Бушетина је имала 815 становника.

## Попис1991.
На попису становништва 1991. године, насељено место Бушетина је имало 988 становника, следећег националног састава:
| Попис 1991.‍  | Попис 1991.‍  | Попис 1991.‍ | Попис 1991.‍ | Попис 1991.‍ |
| ------------ | ------------ | ----------- | ----------- | ----------- |
|              |              |             |             |             |
| Хрвати       | Хрвати       |             | 967         | 97,87%      |
| Албанци      | Албанци      |             | 5           | 0,50%       |
| Мађари       | Мађари       |             | 2           | 0,20%       |
| Срби         | Срби         |             | 1           | 0,10%       |
| неопредељени | неопредељени |             | 4           | 0,40%       |
| непознато    | непознато    |             | 9           | 0,91%       |
| укупно: 988  |              |             |             |             |